# اف‌آی‌اف‌آی (هواگرد)
اف‌آی‌اف‌آی (هواگرد) (به انگلیسی: FIFI (aircraft)) یک هواپیمای ساختِ بوئینگ است. این هواپیما در ۲۱ سپتامبر ۱۹۴۲ میلادی نخستین پرواز خود را انجام داد.